# A-Jugend Handball-Bundesliga 2015/16
Die Saison 2015/16 der A-Jugend Handball-Bundesliga war die fünfte Spielzeit der höchsten deutschen Spielklasse im Handball der männlichen Jugend. Sie startete am 12. September 2015 und endete am 4. Juni 2016. Die A-Jugend-Bundesliga 2015/16 wurde vom DHB ausgerichtet. Titelverteidiger war der SC DHfK Leipzig. Deutscher Meister wurde zum zweiten Mal der SC DHfK Leipzig.

## Staffeleinteilung
| - TSV Anderten - Füchse Berlin Reinickendorf - TSV Burgdorf - HSG Eider Harde - SG Flensburg-Handewitt - HSV Hamburg - Eintracht Hildesheim - THW Kiel - SC Magdeburg - GIW Meerhandball 2007 - 1. VfL Potsdam - HC Empor Rostock | - NSG EHV/Nickelhütte Aue - HSG Dutenhofen/Münchholzhausen - ThSV Eisenach - TSG Friesenheim - TVG JA Großwallstadt - HSG Hanau - HSG Hochheim/Wicker - TV Hüttenberg - JSG Ingelheim/Budenheim - SC DHfK Leipzig - JSG Leutershausen/Hedd. - HSG Wiesbaden | - Bergischer HC 06 - SG HC Bremen/Hastedt - TSV Bayer Dormagen - ART Düsseldorf - TuSEM Essen - TuS Ferndorf - VfL Gummersbach - HSG Handball Lemgo - JSG Melsungen/Körle/Guxhagen - TSV GWD Minden - JSG NSM-Nettelstedt - HVE Villigst-Ergste | - JSG Balingen/Weilstetten - JSG Echaz/Erms - Frisch Auf Göppingen - TSB Horkheim - TSV Ismaning 1928 - HSG Konstanz - SG Kronau/Östringen - HG Oftersheim/Schwetzingen - SG Ottenheim/Altenheim - SG Pforzheim/Eutingen - HSC Schmiden-Oeffingen - SV 64 Zweibrücken |

## Staffel Nord

### Tabelle
Die Tabelle der A-Jugend Bundesliga Nord 2015/16 zeigt die Tabellenkonstellation.
Die Erst- und Zweitplatzierten am 22. Spieltag nahmen am Viertelfinale zur Deutschen Meisterschaft 2016 teil.
| SC Magdeburg |

| THW Kiel |

| Füchse Berlin Reinickendorf |

| 1. VfL Potsdam |

| TSV Burgdorf |

| HSV Hamburg |

| SG Flensburg-Handewitt |

| HSG Eidar Harde |

| Eintracht Hildesheim |

| 1 |

| GIW Meerhandball 2007 |

| HC Empor Rostock |

| SC Magdeburg |

| THW Kiel |

| Füchse Berlin Reinickendorf |

| 1. VfL Potsdam |

| TSV Burgdorf |

| HSV Hamburg |

| SG Flensburg-Handewitt |

| HSG Eidar Harde |

| Eintracht Hildesheim |

| 1 |

| GIW Meerhandball 2007 |

| HC Empor Rostock |

### Entscheidungen
|  | Teilnehmer am Viertelfinale um die Deutsche Meisterschaft/Teilnahme an der A-Jugend Bundesliga 2016/17 |
|  | Teilnahme an der A-Jugend Bundesliga 2016/17                                                           |

### Kreuztabelle
Die Kreuztabelle stellt die Ergebnisse aller Spiele dieser Saison dar. Die Heimmannschaft ist in der linken Spalte, die Gastmannschaft in der oberen Zeile aufgelistet.
| 2015/16                     | Mag     | Kie     | Ber     | Pot     | Bur     | Ham     | Fle     | Eid     | Hil     | And     | Mee     | Ros     |
| --------------------------- | ------- | ------- | ------- | ------- | ------- | ------- | ------- | ------- | ------- | ------- | ------- | ------- |
| SC Magdeburg                |         | 32 : 25 | 27 : 30 | 26 : 23 | 31 : 27 | 42 : 29 | 37 : 28 | 41 : 31 | 42 : 31 | 35 : 24 | 39 : 27 | 49 : 34 |
| THW Kiel                    | 22 : 34 |         | 30 : 28 | 25 : 21 | 29 : 23 | 30 : 29 | 24 : 20 | 24 : 28 | 29 : 24 | 27 : 23 | 37 : 28 | 38 : 19 |
| Füchse Berlin Reinickendorf | 25 : 26 | 25 : 30 |         | 24 : 25 | 29 : 27 | 34 : 25 | 30 : 30 | 29 : 28 | 38 : 27 | 36 : 22 | 44 : 35 | 41 : 24 |
| 1. VfL Potsdam              | 28 : 29 | 29 : 24 | 22 : 25 |         | 23 : 22 | 20 : 22 | 30 : 23 | 28 : 24 | 35 : 22 | 30 : 24 | 32 : 27 | 37 : 26 |
| TSV Burgdorf                | 26 : 33 | 27 : 32 | 34 : 22 | 24 : 28 |         | 28 : 25 | 34 : 26 | 30 : 22 | 34 : 25 | 25 : 22 | 40 : 26 | 42 : 18 |
| HSV Hamburg                 | 27 : 34 | 28 : 28 | 22 : 29 | 24 : 29 | 37 : 28 |         | 32 : 28 | 34 : 24 | 35 : 20 | 36 : 23 | 33 : 26 | 29 : 27 |
| SG Flensburg-Handewitt      | 28 : 32 | 33 : 36 | 27 : 32 | 25 : 25 | 27 : 27 | 27 : 32 |         | 40 : 31 | 31 : 25 | 36 : 33 | 37 : 36 | 35 : 29 |
| HSG Eider Harde             | 28 : 35 | 19 : 36 | 25 : 32 | 26 : 22 | 29 : 31 | 31 : 40 | 26 : 31 |         | 27 : 34 | 23 : 23 | 34 : 30 | 28 : 25 |
| Eintracht Hildesheim        | 22 : 29 | 23 : 29 | 20 : 26 | 28 : 32 | 25 : 30 | 27 : 27 | 32 : 35 | 33 : 24 |         | 29 : 18 | 27 : 28 | 39 : 18 |
| TSV Anderten                | 22 : 36 | 23 : 28 | 23 : 31 | 22 : 30 | 23 : 26 | 25 : 23 | 27 : 32 | 29 : 37 | 32 : 23 |         | 30 : 17 | 38 : 25 |
| GIW Meerhandball 2007       | 30 : 37 | 24 : 35 | 15 : 28 | 25 : 35 | 19 : 30 | 25 : 27 | 26 : 40 | 27 : 31 | 29 : 35 | 23 : 20 |         | 30 : 28 |
| HC Empor Rostock            | 21 : 35 | 29 : 32 | 29 : 36 | 27 : 27 | 21 : 39 | 22 : 42 | 21 : 24 | 26 : 29 | 25 : 26 | 23 : 26 | 28 : 28 |         |

| Heimsieg | Unentschieden | Auswärtssieg |

## Staffel Ost

### Tabelle
Die Tabelle der A-Jugend Bundesliga Ost 2015/16 zeigt die Tabellenkonstellation.
Die Erst- und Zweitplatzierten am 22. Spieltag nahmen am Viertelfinale zur Deutschen Meisterschaft 2016 teil.
| SC DHfK Leipzig |

| HSG Dutenhofen/Münchholzhausen |

| TV Hüttenberg |

| TSG Friesenheim |

| 3 |

| JSG Leutershausen/Hedd. |

| TVG JA Großwallstadt |

| HSG Hanau |

| ThSV Eisenach |

| 1 |

| 2 |

| NSG EHV/Nickelhütte Aue |

| SC DHfK Leipzig |

| HSG Dutenhofen/Münchholzhausen |

| TV Hüttenberg |

| TSG Friesenheim |

| 3 |

| JSG Leutershausen/Hedd. |

| TVG JA Großwallstadt |

| HSG Hanau |

| ThSV Eisenach |

| 1 |

| 2 |

| NSG EHV/Nickelhütte Aue |

### Entscheidungen
|  | Teilnehmer am Viertelfinale um die Deutsche Meisterschaft/Teilnahme an der A-Jugend Bundesliga 2016/17 |
|  | Teilnahme an der A-Jugend Bundesliga 2016/17                                                           |

### Kreuztabelle
Die Kreuztabelle stellt die Ergebnisse aller Spiele dieser Saison dar. Die Heimmannschaft ist in der linken Spalte, die Gastmannschaft in der oberen Zeile aufgelistet.
| 2015/16                        | Lei     | Dut     | Hüt     | Fri     | Wie     | Leu     | Gro     | Han     | Eis     | Hoc     | Ing     | Aue     |
| ------------------------------ | ------- | ------- | ------- | ------- | ------- | ------- | ------- | ------- | ------- | ------- | ------- | ------- |
| SC DHfK Leipzig                |         | 26 : 19 | 31 : 17 | 38 : 27 | 24 : 21 | 31 : 22 | 41 : 29 | 29 : 15 | 39 : 17 | 25 : 20 | 46 : 16 | 38 : 17 |
| HSG Dutenhofen/Münchholzhausen | 26 : 20 |         | 33 : 22 | 48 : 22 | 32 : 13 | 37 : 09 | 39 : 26 | 22 : 17 | 37 : 13 | 36 : 15 | 40 : 20 | 34 : 18 |
| TV Hüttenberg                  | 19 : 26 | 17 : 28 |         | 28 : 28 | 22 : 23 | 28 : 29 | 28 : 24 | 27 : 17 | 28 : 21 | 33 : 20 | 36 : 26 | 36 : 21 |
| TSG Friesenheim                | 26 : 31 | 25 : 35 | 21 : 28 |         | 30 : 24 | 40 : 31 | 35 : 23 | 24 : 23 | 38 : 38 | 38 : 29 | 26 : 25 | 35 : 23 |
| HSG Wiesbaden                  | 22 : 32 | 15 : 36 | 19 : 23 | 36 : 29 |         | 35 : 27 | 31 : 31 | 23 : 31 | 23 : 20 | 31 : 22 | 36 : 24 | 38 : 27 |
| JSG Leutershausen/Hedd.        | 29 : 36 | 16 : 33 | 17 : 28 | 26 : 35 | 33 : 30 |         | 35 : 28 | 32 : 28 | 35 : 25 | 27 : 34 | 33 : 24 | 39 : 31 |
| TVG JA Großwallstadt           | 26 : 31 | 21 : 28 | 22 : 23 | 31 : 29 | 35 : 39 | 40 : 34 |         | 26 : 25 | 30 : 26 | 28 : 35 | 31 : 36 | 31 : 37 |
| HSG Hanau                      | 20 : 22 | 23 : 34 | 22 : 28 | 24 : 24 | 30 : 28 | 31 : 21 | 29 : 30 |         | 18 : 20 | 30 : 16 | 32 : 30 | 32 : 25 |
| ThSV Eisenach                  | 21 : 31 | 15 : 39 | 20 : 36 | 18 : 26 | 23 : 28 | 24 : 34 | 29 : 30 | 31 : 31 |         | 32 : 13 | 32 : 30 | 29 : 18 |
| HSG Hochheim/Wicker            | 33 : 43 | 10 : 33 | 24 : 31 | 27 : 38 | 22 : 27 | 26 : 26 | 30 : 37 | 34 : 30 | 28 : 30 |         | 33 : 32 | 33 : 32 |
| JSG Ingelheim/Budenheim        | 31 : 34 | 11 : 38 | 19 : 23 | 31 : 28 | 23 : 23 | 34 : 26 | 27 : 31 | 36 : 37 | 17 : 17 | 32 : 25 |         | 33 : 27 |
| NSG EHV/Nickelhütte Aue        | 27 : 40 | 15 : 36 | 17 : 30 | 30 : 40 | 26 : 32 | 21 : 26 | 24 : 39 | 23 : 26 | 27 : 32 | 31 : 37 | 36 : 30 |         |

| Heimsieg | Unentschieden | Auswärtssieg |

## Staffel West

### Tabelle
Die Tabelle der A-Jugend Bundesliga West 2015/16 zeigt die Tabellenkonstellation.
Die Erst- und Zweitplatzierten am 22. Spieltag nahmen am Viertelfinale zur Deutschen Meisterschaft 2016 teil.
| 1 |

| TSV GWD Minden |

| 4 |

| TuSEM Essen |

| HSG Handball Lemgo |

| 3 |

| JSG Melsungen/Körle/Guxhagen |

| JSG NSM-Nettelstedt |

| 2 |

| SG HC Bremen/Hastedt |

| HVE Villigst-Ergste |

| TuS Ferndorf |

| 1 |

| TSV GWD Minden |

| 4 |

| TuSEM Essen |

| HSG Handball Lemgo |

| 3 |

| JSG Melsungen/Körle/Guxhagen |

| JSG NSM-Nettelstedt |

| 2 |

| SG HC Bremen/Hastedt |

| HVE Villigst-Ergste |

| TuS Ferndorf |

### Entscheidungen
|  | Teilnehmer am Viertelfinale um die Deutsche Meisterschaft/Teilnahme an der A-Jugend Bundesliga 2016/17 |
|  | Teilnahme an der A-Jugend Bundesliga 2016/17                                                           |

### Kreuztabelle
Die Kreuztabelle stellt die Ergebnisse aller Spiele dieser Saison dar. Die Heimmannschaft ist in der linken Spalte, die Gastmannschaft in der oberen Zeile aufgelistet.
| 2015/16                      | Dor     | Min     | Gum     | Ess     | Lem     | Ber     | Mel     | Net     | Düs     | Bre     | Vil     | Fer     |
| ---------------------------- | ------- | ------- | ------- | ------- | ------- | ------- | ------- | ------- | ------- | ------- | ------- | ------- |
| TSV Bayer Dormagen           |         | 29 : 28 | 29 : 26 | 32 : 27 | 29 : 26 | 32 : 21 | 40 : 26 | 36 : 27 | 34 : 21 | 47 : 33 | 40 : 20 | 36 : 25 |
| TSV GWD Minden               | 22 : 26 |         | 31 : 27 | 31 : 28 | 27 : 26 | 31 : 18 | 32 : 18 | 38 : 26 | 32 : 18 | 48 : 28 | 32 : 21 | 31 : 15 |
| VfL Gummersbach              | 29 : 23 | 20 : 27 |         | 34 : 25 | 28 : 19 | 21 : 22 | 34 : 28 | 32 : 23 | 30 : 27 | 42 : 18 | 28 : 29 | 28 : 27 |
| TuSEM Essen                  | 29 : 24 | 26 : 32 | 28 : 40 |         | 36 : 23 | 21 : 36 | 30 : 25 | 33 : 32 | 23 : 22 | 34 : 24 | 36 : 22 | 24 : 22 |
| HSG Handball Lemgo           | 32 : 35 | 25 : 21 | 25 : 26 | 25 : 37 |         | 27 : 22 | 29 : 21 | 38 : 28 | 28 : 24 | 37 : 27 | 33 : 24 | 32 : 30 |
| Bergischer HC 06             | 31 : 30 | 23 : 29 | 23 : 30 | 21 : 30 | 29 : 27 |         | 34 : 24 | 35 : 30 | 33 : 32 | 30 : 21 | 39 : 22 | 34 : 24 |
| JSG Melsungen/Körle/Guxhagen | 27 : 34 | 22 : 37 | 28 : 24 | 38 : 33 | 34 : 29 | 31 : 26 |         | 31 : 30 | 31 : 23 | 26 : 23 | 34 : 24 | 37 : 25 |
| JSG NSM-Nettelstedt          | 33 : 34 | 30 : 32 | 30 : 40 | 26 : 40 | 29 : 32 | 32 : 23 | 39 : 35 |         | 39 : 32 | 28 : 20 | 31 : 32 | 34 : 34 |
| ART Düsseldorf               | 24 : 32 | 22 : 35 | 17 : 29 | 32 : 35 | 22 : 29 | 33 : 30 | 41 : 30 | 32 : 37 |         | 39 : 27 | 19 : 29 | 30 : 28 |
| SG HC Bremen/Hastedt         | 26 : 41 | 21 : 25 | 17 : 32 | 27 : 43 | 24 : 32 | 31 : 31 | 29 : 34 | 33 : 35 | 27 : 27 |         | 30 : 29 | 27 : 27 |
| HVE Villigst-Ergste          | 26 : 33 | 21 : 20 | 16 : 22 | 33 : 40 | 23 : 35 | 19 : 26 | 25 : 33 | 26 : 30 | 22 : 26 | 19 : 31 |         | 23 : 28 |
| TuS Ferndorf                 | 25 : 41 | 18 : 41 | 24 : 42 | 34 : 37 | 28 : 44 | 24 : 39 | 25 : 32 | 31 : 35 | 25 : 39 | 27 : 27 | 32 : 28 |         |

| Heimsieg | Unentschieden | Auswärtssieg |

## Staffel Süd

### Tabelle
Die Tabelle der A-Jugend Bundesliga Süd 2015/16 zeigt die Tabellenkonstellation.
Die Erst- und Zweitplatzierten am 22. Spieltag nahmen am Viertelfinale zur Deutschen Meisterschaft 2016 teil.
| JSG Balingen/Weilstetten |

| SG Pforzheim/Eutingen |

| SV 64 Zweibrücken |

| 2 |

| 1 |

| TSB Horkheim |

| 3 |

| HG Oftersheim/Schwetzingen |

| TSV Ismaning 1928 |

| Frisch Auf Göppingen |

| HSG Konstanz |

| JSG Echaz/Erms |

| JSG Balingen/Weilstetten |

| SG Pforzheim/Eutingen |

| SV 64 Zweibrücken |

| 2 |

| 1 |

| TSB Horkheim |

| 3 |

| HG Oftersheim/Schwetzingen |

| TSV Ismaning 1928 |

| Frisch Auf Göppingen |

| HSG Konstanz |

| JSG Echaz/Erms |

### Entscheidungen
|  | Teilnehmer am Viertelfinale um die Deutsche Meisterschaft/Teilnahme an der A-Jugend Bundesliga 2016/17 |
|  | Teilnahme an der A-Jugend Bundesliga 2016/17                                                           |

### Kreuztabelle
Die Kreuztabelle stellt die Ergebnisse aller Spiele dieser Saison dar. Die Heimmannschaft ist in der linken Spalte, die Gastmannschaft in der oberen Zeile aufgelistet.
| 2015/16                    | Bal     | Pfo     | Zwe     | Ott     | Kro     | Hor     | Sch     | Oft     | Ism     | Göp     | Kon     | Ech     |
| -------------------------- | ------- | ------- | ------- | ------- | ------- | ------- | ------- | ------- | ------- | ------- | ------- | ------- |
| JSG Balingen/Weilstetten   |         | 27 : 22 | 36 : 34 | 33 : 25 | 33 : 25 | 34 : 29 | 37 : 30 | 30 : 21 | 36 : 31 | 36 : 25 | 32 : 24 | 34 : 29 |
| SG Pforzheim/Eutingen      | 23 : 28 |         | 35 : 32 | 32 : 31 | 29 : 25 | 27 : 27 | 27 : 20 | 35 : 27 | 32 : 20 | 32 : 23 | 33 : 24 | 37 : 21 |
| SV 64 Zweibrücken          | 28 : 30 | 30 : 19 |         | 34 : 27 | 34 : 31 | 35 : 26 | 35 : 26 | 33 : 20 | 27 : 30 | 33 : 19 | 27 : 22 | 38 : 23 |
| SG Ottenheim/Altenheim     | 37 : 38 | 22 : 27 | 29 : 31 |         | 37 : 31 | 31 : 27 | 35 : 33 | 38 : 27 | 33 : 27 | 36 : 31 | 36 : 32 | 29 : 27 |
| SG Kronau/Östringen        | 28 : 28 | 34 : 25 | 23 : 21 | 44 : 37 |         | 33 : 34 | 35 : 38 | 40 : 37 | 34 : 28 | 36 : 32 | 32 : 25 | 36 : 29 |
| TSB Horkheim               | 26 : 34 | 18 : 30 | 31 : 28 | 30 : 33 | 31 : 41 |         | 33 : 32 | 38 : 30 | 28 : 31 | 30 : 30 | 27 : 24 | 34 : 31 |
| HSC Schmiden-Oeffingen     | 28 : 28 | 26 : 29 | 25 : 29 | 30 : 40 | 32 : 46 | 33 : 22 |         | 31 : 29 | 28 : 27 | 36 : 40 | 29 : 31 | 39 : 36 |
| HG Oftersheim/Schwetzingen | 25 : 28 | 25 : 31 | 19 : 24 | 27 : 27 | 32 : 32 | 29 : 26 | 22 : 31 |         | 24 : 23 | 29 : 22 | 30 : 22 | 34 : 23 |
| TSV Ismaning 1928          | 30 : 32 | 28 : 31 | 21 : 33 | 31 : 38 | 30 : 30 | 28 : 29 | 25 : 29 | 24 : 24 |         | 26 : 30 | 33 : 26 | 28 : 25 |
| Frisch Auf Göppingen       | 27 : 29 | 17 : 25 | 25 : 26 | 26 : 32 | 31 : 31 | 29 : 33 | 29 : 27 | 29 : 36 | 20 : 21 |         | 28 : 26 | 28 : 18 |
| HSG Konstanz               | 24 : 37 | 21 : 25 | 23 : 28 | 28 : 29 | 27 : 35 | 28 : 28 | 28 : 28 | 29 : 26 | 34 : 25 | 30 : 29 |         | 28 : 23 |
| JSG Echaz/Erms             | 27 : 36 | 30 : 28 | 25 : 32 | 28 : 27 | 31 : 28 | 25 : 32 | 25 : 27 | 26 : 28 | 24 : 34 | 28 : 26 | 30 : 28 |         |

## Viertelfinale

### Qualifizierte Teams
Für das Viertelfinale qualifiziert waren:
| Gruppen 1. JSG Balingen/Weilstetten TSV Bayer Dormagen SC DHfK Leipzig SC Magdeburg | Gruppen 2. HSG Dutenhofen/Münchholzhausen THW Kiel TSV GWD Minden SG Pforzheim/Eutingen |

### Ausgeloste Spiele & Ergebnisse
Im Viertelfinale traf immer ein Tabellenerster auf einen Tabellenzweiten einer anderen Staffel.
Die Gruppenersten hatten das Recht, das Rückspiel zu Hause auszutragen.
Die Hinspiele fanden am 23./24. April 2016 statt, die Rückspiele am 30. April und 1. Mai 2016.
| Mannschaft 1                                         | Mannschaft 2                                   | Hinspiel             | Rückspiel            | Gesamt  |
| ---------------------------------------------------- | ---------------------------------------------- | -------------------- | -------------------- | ------- |
| HSG Dutenhofen/Münchholzhausen Maximilian Leger 12/6 | SC Magdeburg Marcel Popa 19/5                  | 24.04. So. 15:00 Uhr | 30.04. Sa. 14:00 Uhr | 49 : 55 |
| HSG Dutenhofen/Münchholzhausen Maximilian Leger 12/6 | SC Magdeburg Marcel Popa 19/5                  | 25 : 26 (10 : 17)    | 24 : 29 (11 : 10)    | 49 : 55 |
| HSG Dutenhofen/Münchholzhausen Maximilian Leger 12/6 | SC Magdeburg Marcel Popa 19/5                  | 670 Zuschauer        | 265 Zuschauer        | 49 : 55 |
| THW Kiel Timon Kaminski 14/3                         | SC DHfK Leipzig Jonas Hönicke 11/5             | 23.04. Sa. 20:00 Uhr | 01.05. So. 16:00 Uhr | 42 : 58 |
| THW Kiel Timon Kaminski 14/3                         | SC DHfK Leipzig Jonas Hönicke 11/5             | 18 : 27 (08 : 15)    | 24 : 31 (15 : 16)    | 42 : 58 |
| THW Kiel Timon Kaminski 14/3                         | SC DHfK Leipzig Jonas Hönicke 11/5             | 256 Zuschauer        | 500 Zuschauer        | 42 : 58 |
| SG Pforzheim/Eutingen Julian Broschwitz 18/5         | TSV Bayer Dormagen Jan Huefken 15/5            | 24.04. So. 16:00 Uhr | 01.05. So. 16:00 Uhr | 52 : 60 |
| SG Pforzheim/Eutingen Julian Broschwitz 18/5         | TSV Bayer Dormagen Jan Huefken 15/5            | 26 : 29 (11 : 16)    | 26 : 31 (10 : 16)    | 52 : 60 |
| SG Pforzheim/Eutingen Julian Broschwitz 18/5         | TSV Bayer Dormagen Jan Huefken 15/5            | 500 Zuschauer        | 550 Zuschauer        | 52 : 60 |
| TSV GWD Minden Mats Korte 16/10                      | JSG Balingen/Weilstetten Lukas Saueressig 15/4 | 23.04. Sa. 16:00 Uhr | 01.05. So. 17:00 Uhr | 53 : 50 |
| TSV GWD Minden Mats Korte 16/10                      | JSG Balingen/Weilstetten Lukas Saueressig 15/4 | 29 : 23 (14 : 13)    | 24 : 27 (12 : 11)    | 53 : 50 |
| TSV GWD Minden Mats Korte 16/10                      | JSG Balingen/Weilstetten Lukas Saueressig 15/4 | 247 Zuschauer        | 1.250 Zuschauer      | 53 : 50 |

## Halbfinale

### Qualifizierte Teams
Für das Halbfinale qualifiziert waren:
| TSV Bayer Dormagen SC DHfK Leipzig SC Magdeburg TSV GWD Minden |

### Ausgeloste Spiele & Ergebnisse
Die Hinspiele fanden am 8. Mai 2016 statt, die Rückspiele am 21./22. Mai 2016.
| Mannschaft 1                                   | Mannschaft 2                          | Hinspiel             | Rückspiel            | Gesamt  |
| ---------------------------------------------- | ------------------------------------- | -------------------- | -------------------- | ------- |
| TSV Bayer Dormagen Eloy Morante Maldonado 16/5 | SC Magdeburg Marcel Popa 13/5         | 08.05. So. 15:00 Uhr | 21.05. Sa. 16:00 Uhr | 59 : 63 |
| TSV Bayer Dormagen Eloy Morante Maldonado 16/5 | SC Magdeburg Marcel Popa 13/5         | 29 : 33 (13 : 16)    | 30 : 30 (10 : 18)    | 59 : 63 |
| TSV Bayer Dormagen Eloy Morante Maldonado 16/5 | SC Magdeburg Marcel Popa 13/5         | 720 Zuschauer        | 305 Zuschauer        | 59 : 63 |
| TSV GWD Minden Lukas Kister 11/5               | SC DHfK Leipzig Semper 12/4, Remke 12 | 08.05. So. 17:00 Uhr | 22.05. So. 16:00 Uhr | 50 : 61 |
| TSV GWD Minden Lukas Kister 11/5               | SC DHfK Leipzig Semper 12/4, Remke 12 | 24 : 26 (09 : 12)    | 26 : 35 (10 : 15)    | 50 : 61 |
| TSV GWD Minden Lukas Kister 11/5               | SC DHfK Leipzig Semper 12/4, Remke 12 | 312 Zuschauer        | 543 Zuschauer        | 50 : 61 |

## Finale

### Qualifizierte Teams
Für das Finale qualifiziert waren:
| SC DHfK Leipzig SC Magdeburg |

### Ergebnisse
Das Hinspiel fand am 9. Mai 2016 statt. Das Rückspiel fand am 4. Juni 2016 statt.
| Mannschaft 1    | Mannschaft 2 | Hinspiel             | Rückspiel            | Gesamt  |
| --------------- | ------------ | -------------------- | -------------------- | ------- |
| SC DHfK Leipzig | SC Magdeburg | 29.05. So. 14:00 Uhr | 04.06. Sa. 17:30 Uhr | 63 : 55 |
| SC DHfK Leipzig | SC Magdeburg | 35 : 31 (19 : 15)    | 28 : 24 (14 : 09)    | 63 : 55 |

### Hinspiel
SC DHfK Leipzig – SC Magdeburg  35:31 (19:15)
29. Mai 2016 in Leipzig, Arena Leipzig, 1.563 Zuschauer
SC DHfK Leipzig: Voigt, Gurezky – Jungemann   (9), Hönicke  (8/3), Semper   (6), Remke (6), Esche (4), Naumann (2), Löser, Hellmann, Emanuel, Seidler
SC Magdeburg: Heisinger, Link, Serfas – Popa  (11/4), Wasielewski   (4), Richter  (4), Schulze  (3), Kluge (3), Hübner (2), Wetzel (2), Friedrich  (1), Danowski  (1), Filippov, Darius
Schiedsrichter: Nils Blümel & Jörg Loppaschewski

### Rückspiel
SC Magdeburg – SC DHfK Leipzig  24:28 (9:14)
4. Juni 2016 in Magdeburg, H.-Gieseler-Sporthalle Magdeburg, 1.177 Zuschauer
SC Magdeburg: Heisinger, Link, – Popa  (5/3), Richter   (5), Rastner (4), Kluge (4), Friedrich  (2), Schulze (2), Wetzel (2), Hübner, Kloppenburg, Wasielewski , Darius, Danowski   
SC DHfK Leipzig: Voigt, Gurezky – Semper   (10), Hönicke    (5/1), Jungemann (4), Remke   (3), Naumann (3), Hellmann (1), Seidler (1), Esche (1), Löser , Wenzel, Emanuel, Stähr
Schiedsrichter: Hanspeter Brodbeck & Simon Reich